# Герб Перекопа
Герб Перекопа затверджений 17 листопада 1844 року разом з іншими гербами Таврійської губернії.

## Опис герба
"У червоному полі золотий ключ півострова Крим, що символізує вхід до нього; у середній смузі щита, посеред зеленого поля срібний Перекопський замок".
У березні 1834 року з ініціативи генерал-губернатора М.С. Воронцова у його канцелярії було підготовлено проєкти гербів для 6 повітів Таврійської губернії: Дніпровського, Перекопського, Євпаторійського, Феодосійського, Мелітопольського та Сімферопольського.
У "Пояснення гербів 6 повітів Таврійської губернії та міста Керчі" говорилося: "Перекопського повіту - ключ півострова Крим з окопом, що становить вхід до неї".
Усі проєкти містилися в рапорті Воронцова Сенату від 28 серпня 1834 року. Однак жодних дій щодо цього рапорту вжито не було. Проєкти не розглядалися у Міністерстві внутрішніх справ та не подавалися імператору.
1839 року Воронцов звернувся по допомогу в розробці гербів до Одеського товариства історії та старожитностей. Зокрема, він попросив товариство розглянути проєкти 1834 року, а також розробити герб для Ялти та повіту, Ногайського повіту, міста Бердянська.
Від Одеського товариства у розробці гербів брали участь М. Мурзакевич та О. Скальковський. Перекопському повіту товариство запропонувало такий проєкт – в одній половині щита фортеця Ор-Капу, у другій на зеленому полі земляний вал Тафрос.